# Auxi-le-Château

Auxi-le-Château este o comună în departamentul Pas-de-Calais, Franța. În 1 ianuarie 2022 avea o populație de 2.549 de locuitori.